# Élan (singel)
Élan – pierwszy singel z ósmego studyjnego albumu fińskiego zespołu Nightwish grającego metal symfoniczny. Został wydany 13 lutego 2015. Jest to pierwsze wydawnictwo, w którym wystąpiła Floor Jansen, w którym Troy Donockley wystąpił jako pełnoprawny członek zespołu i w którym nie gra Jukka Nevalainen, tymczasowo zastępowany przez Kai Hahto.
Tuomas Holopainen powiedział, że inspirację do singla czerpał z „nieopowiedzianych historii o opuszczonych miejscach z całej Finlandii”. Poinformował też, że w teledysku udział wzięli popularni fińscy aktorzy i aktorki.
Singel ten wyciekł do obiegu internetowego 9 lutego 2015, cztery dni przed planowaną datą wydania, co Tuomas Holopainen nazwał „olbrzymim ciosem dla cudownej tajemnicy otaczającej nadchodzące wydanie nowej muzyki”.

## Lista utworów
CD
1. „Élan” (wersja albumowa) – 04:48
2. „Élan” (wersja radiowa) – 04:01
3. „Élan” (wersja alternatywna) – 04:26
4. „Sagan” (dodatkowy utwór spoza albumu) – 04:45

Winyl
Strona A
1. „Élan” (wersja albumowa) – 04:48
2. „Élan” (wersja radiowa) – 04:01

Strona B
1. „Élan” (wersja alternatywna) – 04:26
2. „Sagan” (dodatkowy utwór spoza albumu) – 04:45

## Twórcy
Członkowie zespołu
- Erno Vuorinen – gitara
- Floor Jansen – śpiew
- Troy Donockley – uilleann pipes, low whistles, bodhrán, bouzouki, śpiew
- Marco Hietala – gitara basowa, gitara akustyczna, śpiew
- Tuomas Holopainen – keyboard, pianino

Gościnnie
- Kai Hahto – perkusja

Pozostali
- Mika Jussila – mastering
- Mikko Karmila – miksowanie
- Tero Kinnunen – aranżacja, współwydawca, inżynieria dźwięku, nagrywanie
- Kai Hahto – aranżacja
- Tuomas Holopainen – muzyka, tekst, wydawca
- ToxicAngel – okładka

Opracowano na podstawie materiału źródłowego